# 年度协商计划
年度协商计划是中国人民政治协商会议全国委员会及各地方委员会的年度协商工作部署。

## 简介
2013年起，中国人民政治协商会议第十二届全国委员会制定并实施了年度协商计划。这是本届中国人民政治协商会议全国委员会的一个创新之举。协商题目由各民主党派中央、全国政协各专门委员会推荐，经中共中央政治局常委会审定通过。全国政协双周协商座谈会大部分议题就是来自全国政协的年度协商计划。
此后，中国人民政治协商会议各地方委员会也纷纷制定并实施年度协商计划，成为一项新的制度。